# Municipio de Greenwood (condado de McHenry)
El municipio de Greenwood (en inglés: Greenwood Township) es un municipio ubicado en el condado de McHenry en el estado estadounidense de Illinois. En el año 2010 tenía una población de 13990 habitantes y una densidad poblacional de 150,96 personas por km².

## Geografía
El municipio de Greenwood se encuentra ubicado en las coordenadas 42°22′28″N 88°24′15″O / 42.37444, -88.40417. Según la Oficina del Censo de los Estados Unidos, el municipio tiene una superficie total de 92.67 km², de la cual 91.31 km² corresponden a tierra firme y (1.47%) 1.36 km² es agua.

## Demografía
Según el censo de 2010, había 13990 personas residiendo en el municipio de Greenwood. La densidad de población era de 150,96 hab./km². De los 13990 habitantes, el municipio de Greenwood estaba compuesto por el 86.11% blancos, el 1.83% eran afroamericanos, el 0.51% eran amerindios, el 1.97% eran asiáticos, el 0.04% eran isleños del Pacífico, el 7.47% eran de otras razas y el 2.07% pertenecían a dos o más razas. Del total de la población el 18.82% eran hispanos o latinos de cualquier raza.